# ノヴゴロド・セヴェルスキーの戦い
ノヴゴロド・セヴェルスキーの戦い (ロシア語: Битва под Новгородом-Северским)は、1604年12月31日、偽ドミトリー1世と、ロシアのツァーリであるボリス・ゴドゥノフの軍が衝突した戦闘。イヴァン4世の息子を名乗って僭帝偽ドミトリー1世にとって最初の大規模な戦闘であり、ロシア・ポーランド戦争の口火を切った戦闘でもある。ノヴゴロド・セヴェルスキー（現ウクライナ・ノーウホロド＝シーヴェルシクィイ）を包囲した偽ドミトリー1世軍は、数で勝るボリス・ゴドゥノフの救援軍を破ったが、街の攻略には至らなかった。

## 背景
1604年冬、ボリス・ゴドゥノフに取って代わろうとする偽ドミトリー1世はポーランド・リトアニア共和国の貴族たちの支援を受けてロシアに侵攻した。南ロシアの街は次々と偽ドミトリー1世に寝返り、城塞都市のチェルニーヒウやプティーウリも彼を「正当な主権者」として認めた。

## ノヴゴロド・セヴェルスキー包囲戦
偽ドミトリー1世に唯一抵抗したのが、ノヴゴロド・セヴェルスキーであった。ヴォイヴォダのピョートル・バスマノフとニキータ・トルベツコイは、1500人の兵と数門の大砲をもって街に立て籠もった。11月21日に包囲戦が始まり、偽ドミトリー1世軍は何度も強襲をかけたが撃退された。

## 野戦
包囲戦の間にも、偽ドミトリー1世は自身を認めた都市からの援軍を吸収し、その軍勢は1万5000人に膨れ上がった。ここでボリス・ゴドゥノフが、フョードル・ムスティスラフスキーを司令官とする2万5000人の救援軍を派遣した。なおこれに帯同した武装農奴を含めると、総勢では4万人に上ったとされる。しかしノヴゴロド・セヴェルスキー郊外で始まった戦闘では数で劣る偽ドミトリー1世軍が先手を打って攻撃を仕掛けた。偽ドミトリー1世みずからが率いるポーランド重騎兵フサリアの部隊がロシア軍の右翼を突き崩すと、ロシア軍中央も混乱状態となり、ムスティスラフスキーも負傷した。その後ロシア側のミハイル・シェイン率いるストレリツィが反撃してムスティスラフスキーを救出し、防備を固めた陣営に撤退した。

## その後
ボリス・ゴドゥノフは素早く討伐軍を再編し、翌1605年1月にドブリニチの戦いで偽ドミトリー1世に勝利を収めた。